# Los Chirijos
Los Chirijos es una parroquia urbana del Cantón Milagro, es una de 4 parroquias que posee dicho cantón.
Esta parroquia cuenta con más de 320 personas. Las cuatro parroquias con la que consta el Cantón Milagro representa el 2.6% del territorio de la provincia del Guayas; eso quiere decir que representa alrededor de 0.4 mil kilómetros cuadrado.

## Turismo
La parroquia Los Chirijos es sumamente pequeña ya que uno de los puntos relevantes que posee la parroquia es el estadio que posee el mismo nombre "Estadio Los Chirijos" es un estadio multiusos que está ubicado  entre las avenidas Carlos Julio Arosemena Monroy y Quito de la ciudad de Milagro.
Se encuentra en el centro de chirijos, es un punto importante ya que es el estadio principal que se utiliza para los clubes milagreños, como lo son:
Club Atlético Milagro
Valdez Sporting Club
Milagro Sporting Club
Unión Deportiva Valdez

## Economía
Según el INEC el 25.0% se dedica al comercio al por mayor y menor.
Con un menor índice (24.2%) se encuentra la agricultura, ganadería, silvicultura y pesca.
Las empresas manufacturas tienen un 9.6%.
En construcciones 6.7%,
Transporte y almacenamiento posee un 6.2%,
La enseñanza un 5.5%,
Actividades de alojamiento y servicios de comida un 4.1%,
Actividades de los hogares como empleadores un 4.0%,
En Administración pública y defensa posee 3.5%
y Otras actividades de servicios con un porcentaje de 2.56%